# Christine Fleischmann
Pour les articles homonymes, voir Fleischmann (homonymie).
Christine Locher-Fleischmann, née en 1955, est une musicienne suisse, harpiste et enseignante.

## Biographie
Christine Fleischmann est originaire de Strasbourg, où elle commence l'étude de la harpe sous la direction de Dominique Demogeot, obtenant une première médaille. Elle entre alors au Conservatoire national supérieur de musique de Paris où elle obtient un Premier prix dans la classe de Jacqueline Borot.
Christine Fleischmann a enseigné au Conservatoire de Lausanne et joue régulièrement au sein de l'Orchestre de chambre de Lausanne. Elle forme un duo de harpe avec la  genevoise Geneviève Chevallier, enregistrant trois CD, dont les deux derniers chez Artlab en 2003 et Gallo en 2013.

## Sources
- « Christine Fleischmann », sur la base de données des personnalités vaudoises sur la plateforme « Patrinum » de la Bibliothèque cantonale et universitaire de Lausanne.